# Ailora (Ort, Foho-Ai-Lico)
Ailora (Aimerlau, Aimerliu) ist eine osttimoresische Siedlung im Suco Foho-Ai-Lico (Verwaltungsamt Hato-Udo, Gemeinde Ainaro).

## Geographie und Einrichtungen
Ailora ist ein Dorf im Süden der Aldeia Ailora, in einer Meereshöhe von 338 m. Durch die Siedlung führt die südliche Küstenstraße Osttimors, die hier weiter landeinwärts verläuft. Nach Süden zweigt eine kleine Straße ab, an der sich Ailora in Richtung dem Nachbardorf Bekumu ausdehnt. Östlich liegt an der Küstenstraße das kleinere Dorf Boramba, westlich der Weiler Maulico.
Im Dorf Ailora stehen die Sekundarschule (SMA) Hato-Udo und ein Hospital.